# Phoebe ornator
Phoebe ornator är en skalbaggsart som först beskrevs av Friedrich F. Tippmann 1960.  Phoebe ornator ingår i släktet Phoebe och familjen långhorningar. Inga underarter finns listade i Catalogue of Life.